# IWGP USヘビー級王座
IWGP USヘビー級王座（IWGP USヘビーきゅうおうざ）は、新日本プロレスが管理、認定していた王座。

## 概要
2017年5月12日、新日本プロレスとROHの共催興行、WAR OF THE WORLDSツアーのハマースタイン・ボールルーム大会にて、新日本会長の菅林直樹より、本王座の新設が発表された。
同王座は、7月1日と2日の両日に渡ってアメリカのロングビーチ・コンベンション・アンド・エンターテイメント・センターにて行われる、G1 Special in USAの開催を期に設立されたものであり、同大会の目玉のひとつとして取り上げられた。
6月12日、初代王座決定トーナメントとして全8選手が参加を表明し、初日に1回戦が4試合、2日目は準決勝2試合、決勝が実現。結果としてトーナメントを制したケニー・オメガが初代王者として認定された。
「US」の名を冠しているが、カナダのケニー・オメガやニュージーランドのジェイ・ホワイト、イギリスのウィル・オスプレイといったアメリカ合衆国出身ではない選手も戴冠している。日本人選手では、棚橋弘至が初の戴冠となったほか、KENTAとSANADAも戴冠している。戴冠していない日本人選手では、初代王座決定トーナメントに内藤哲也と石井智宏が出場（石井が決勝戦に進出）。初代王者ケニー・オメガにYOSHI-HASHIが、第8代王者ジョン・モクスリーに鈴木みのると永田裕志が、第16代王者ウィル・オスプレイに内藤哲也と海野翔太が、第18代王者ウィル・オスプレイに辻陽太と海野翔太が挑戦したことがある。また、第14代王座決定戦に石井智宏が出場している。
2023年に2度目の戴冠を果たした第18代王者のオスプレイは8月12日、イギリス人の自分が他国の王座を持つことを拒絶し、IWGP USヘビー級王座のベルトを放り投げた。代わりに中央にユニオンジャックを配し、「UNITED KINGDOM CHAMPION」の文字が刻まれた新しいデザインのベルトを披露、「IWGP UKヘビー級王者」を自称するようになった。オスプレイは過去にRPWのアンディスピューテッド・ブリティッシュ・ヘビー級王座を「IWGPブリティッシュ」の王座とする、「IWGPの英国王座」の構想を立てたことがあるが、違う形で実現することになった。実際にこのベルトを懸けて選手権試合が行なわれ、新日本プロレスが「IWGP US（UK）ヘビー級王座」と表記していることから、「IWGP UKヘビー級王座」のベルトは、IWGP実行委員会から正式に認められたものとみられる。10月14日（日本時間15日）にはザック・セイバーJr.と、ロンドンの地でイギリス人同士の「IWGP UKヘビー級選手権試合」が実現している。
同年11月4日、大阪大会のメインイベント後にデビッド・フィンレーが、海野翔太を下し防衛を果たした王者オスプレイと海野のセコンドに付いていて挑戦をアピールしていたモクスリーの2人をシレイリで襲撃し、外道が持ち込んだハンマーによってIWGP USヘビー級王座、IWGP UKヘビー級王座2つのベルトを破壊し挑戦をアピールすると共に新ベルトの作成を要望した。なお破壊されたベルトはバックルの部分等が取れた状態となった。
11月6日、新日本プロレスは同月4日大阪大会で起きたことを受け、2024年1月4日「ベルクpresents WRESTLE KINGDOM 18 in 東京ドーム」にてオスプレイ、フィンレー、モクスリーの3WAYマッチを行う事を発表、それと共に破壊された2つのベルトに代わる新王座の創設も発表した。12月11日に行われた記者会見でIWGP GLOBALヘビー級王座の創設が正式に発表され、IWGP USヘビー級王座は現役の王座としての役目を終えることになった。これにより、WRESTLE KINGDOM 18における3WAYマッチはIWGP GLOBALヘビー級王座の初代王座決定戦への変更が発表された。

## 初代王座決定トーナメント
|  | 1回戦 7月1日 | 1回戦 7月1日         | 1回戦 7月1日     |          |                  | 準決勝 7月2日       | 準決勝 7月2日 | 準決勝 7月2日 |  |  | 決勝 7月2日 | 決勝 7月2日    | 決勝 7月2日 |
|  |              |                      |                  |          |                  |                     |               |               |  |  |             |                |             |
|  | ●            | マイケル・エルガン   | ピン             |          |                  |                     |               |               |  |  |             |                |             |
|  | ○            | ケニー・オメガ       | 22:31            |          |                  |                     |               |               |  |  |             |                |             |
|  | ○            | ケニー・オメガ       | 22:31            |          | ○                | ケニー・オメガ      | ピン          |               |  |  |             |                |             |
|  |              |                      |                  |          | ○                | ケニー・オメガ      | ピン          |               |  |  |             |                |             |
|  |              | ●                    | ジェイ・リーサル | 12:56    |                  |                     |               |               |  |  |             |                |             |
|  | ○            | ●                    | ジェイ・リーサル | 12:56    | ジェイ・リーサル | ピン                |               |               |  |  |             |                |             |
|  | ○            |                      |                  |          | ジェイ・リーサル | ピン                |               |               |  |  |             |                |             |
|  | ●            | ハングマン・ペイジ   | 08:30            |          |                  |                     |               |               |  |  |             |                |             |
|  |              |                      |                  |          |                  |                     |               |               |  |  | ○           | ケニー・オメガ | ピン        |
|  |              |                      | ●                | 石井智宏 | 31:20            |                     |               |               |  |  |             |                |             |
|  | ●            | ジュース・ロビンソン | サブ             |          |                  |                     |               |               |  |  |             |                |             |
|  | ○            | ザック・セイバーJr.  | 10:04            |          |                  |                     |               |               |  |  |             |                |             |
|  | ○            | ザック・セイバーJr.  | 10:04            |          | ●                | ザック・セイバーJr. | ピン          |               |  |  |             |                |             |
|  |              |                      |                  |          | ●                | ザック・セイバーJr. | ピン          |               |  |  |             |                |             |
|  |              | ○                    | 石井智宏         | 11:42    |                  |                     |               |               |  |  |             |                |             |
|  | ○            | ○                    | 石井智宏         | 11:42    | 石井智宏         | ピン                |               |               |  |  |             |                |             |
|  | ○            |                      |                  |          | 石井智宏         | ピン                |               |               |  |  |             |                |             |
|  | ●            | 内藤哲也             | 15:51            |          |                  |                     |               |               |  |  |             |                |             |

## 歴代王者
| 初代                                    | ケニー・オメガ       | 1 | 4 | 2017年7月2日   | ロングビーチ・コンベンション・アンド・エンターテイメント・センター |
| 第2代                                   | ジェイ・ホワイト     | 1 | 3 | 2018年1月28日  | 北海きたえーる                                                     |
| 第3代                                   | ジュース・ロビンソン | 1 | 0 | 2018年7月8日   | カウ・パレス                                                       |
| 第4代                                   | Cody                 | 1 | 0 | 2018年10月1日  | ウォルター・ピラミッド                                             |
| 第5代                                   | ジュース・ロビンソン | 2 | 3 | 2019年1月4日   | 東京ドーム                                                         |
| 第6代                                   | ジョン・モクスリー   | 1 | 0 | 2019年6月5日   | 両国国技館                                                         |
| 第7代                                   | ランス・アーチャー   | 1 | 1 | 2019年10月14日 | 両国国技館                                                         |
| 第8代                                   | ジョン・モクスリー   | 2 | 5 | 2020年1月4日   | 東京ドーム                                                         |
| 第9代                                   | ランス・アーチャー   | 2 | 1 | 2021年7月21日  | カーティス・カルウェル・センター                                   |
| 第10代                                  | 棚橋弘至             | 1 | 1 | 2021年8月14日  | ロサンゼルス・メモリアル・コロシアム                               |
| 第11代                                  | KENTA                | 1 | 0 | 2021年11月6日  | 大阪府立体育会館                                                   |
| 第12代                                  | 棚橋弘至             | 2 | 0 | 2022年1月5日   | 東京ドーム                                                         |
| 第13代                                  | SANADA               | 1 | 0 | 2022年2月19日  | 北海きたえーる、王座返上                                           |
| 第14代                                  | 棚橋弘至             | 3 | 0 | 2022年5月1日   | 福岡PayPayドーム （石井智宏）                                      |
| 第15代                                  | ジュース・ロビンソン | 3 | 0 | 2022年5月15日  | エンターテイメント&スポーツ・アリーナ                              |
| 第16代                                  | ウィル・オスプレイ   | 1 | 4 | 2022年6月12日  | 大阪城ホール                                                       |
| 第17代                                  | ケニー・オメガ       | 2 | 1 | 2023年1月4日   | 東京ドーム                                                         |
| 第18代                                  | ウィル・オスプレイ   | 2 | 3 | 2023年6月26日  | スコシアバンク・アリーナ                                           |
| IWGP GLOBALヘビー級王座の創設に伴い廃止 |                      |   |   |                |                                                                    |

## 主な記録
- 最多戴冠回数：3回 - ジュース・ロビンソン（第3・5・15代）、棚橋弘至（第10・12・14代）
- 最多連続防衛回数：5回 - ジョン・モクスリー（第8代）
- 最長保持期間：564日 - ジョン・モクスリー（第8代）
- 最短保持期間：13日 - 棚橋弘至（第14代）
- 最多通算防衛：7回 - ウィル・オスプレイ
- 日本人戴冠者：棚橋弘至（第10・12・14代）、KENTA（第11代）、SANADA（第13代）